# کوتاوا
کوتاوا (Kotava) یک زبان میانجی جهانی است که در لغت به معنای «زبانی برای همگان» است. این زبان دستور کاملاً قاعده‌مند و بدون استثنایی دارد و اصولاً با الفبای لاتین ساده‌شده‌ای متشکل از ۲۴ حرف و واج نوشته می‌شود. کوتاوا در سال ۱۹۷۸ توسط زبان‌شناسی به نام استارن فتشه (Staren Fetcey) ساخته شد.